# Irineu Leguisamo
Irineu Leguisamo  (localidade de Arerunguá , Departamento de Salto, , Uruguai, 20 de outubro de 1903 - Buenos Aires Capital Federal, Argentina, 2 de dezembro de 1985), também chamado El Pulpo e El Maestro, foi o mais famoso jóquei de turfe sulamericano no século XX.

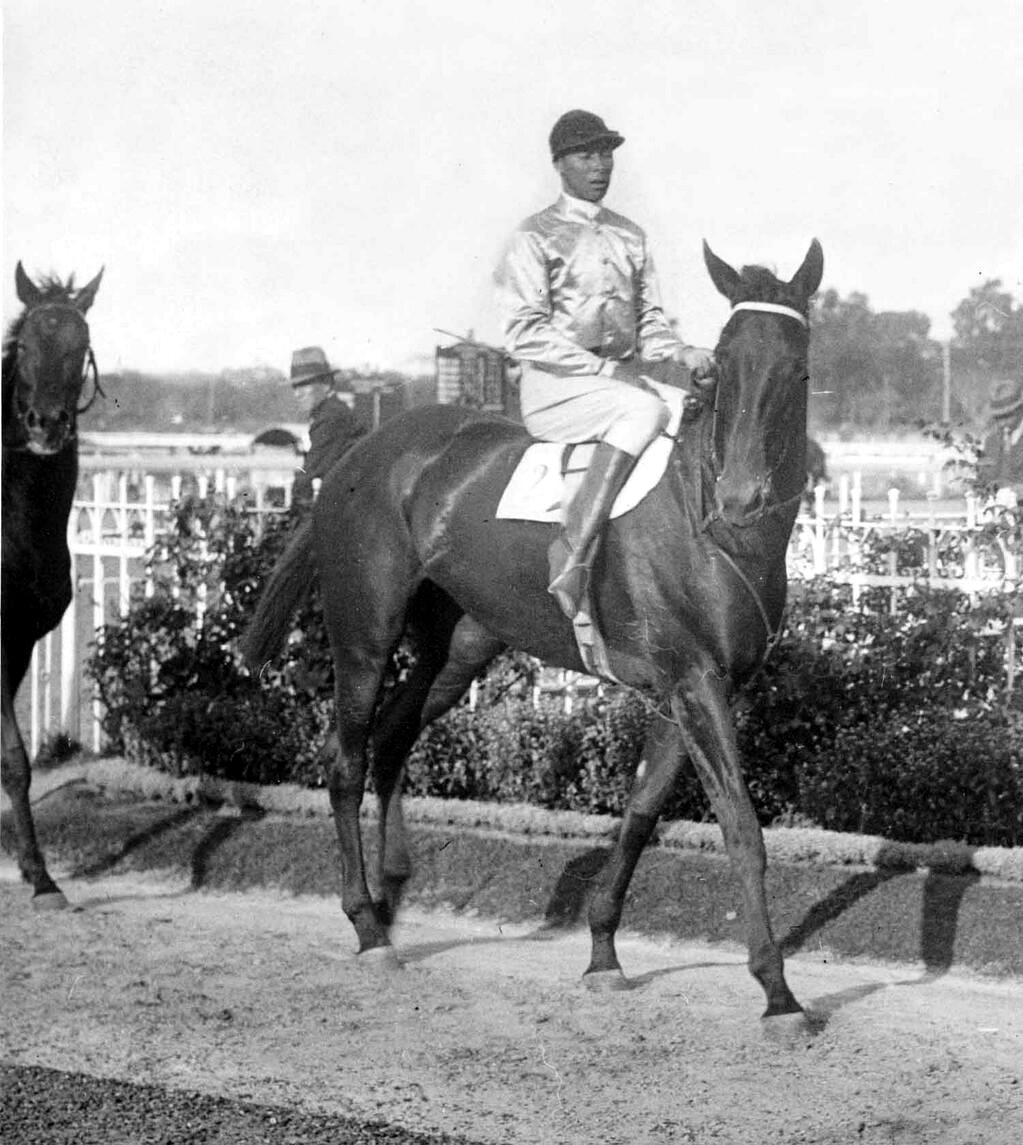
1930

Embora desde os 10 anos competisse em pencas, sua primeira corrida oficial foi no hipódromo de Salto, no Uruguai.  Logo continuou  sua carreira profissional no Brasil, na cidade de Uruguaiana, e após algumas vitórias passou a competir no Uruguai,  em hipódromos do interior, e em Montevidéu, onde chegou em 1919.  Atuando como joquei-aprendiz no Hipódromo de Maroñas . Em 1920 conheceu Carlos Gardel, com quem firmou amizade,  através do treinador de cavalos Francisco Maschio .  Sua performance destacada  lhe valeu o convite de Maschio para que fosse atuar em Buenos Aires. Sua primeira competição no Hipódromo de Palermo foi em 20 de agosto de 1922, montando o cavalo Tamarisco. Na Argentina, ganhou por 21 vezes a estatística de jóqueis contando os hipódromos de Palermo e San Isidro , e 10  vezes o G. P. Carlos Pellegrini. No Uruguai venceu 8 vezes o Gran Premio José Pedro Ramírez. Em 1945 venceu o Grande Prêmio Brasil com Filon. Já na maturidade, fez exibições de gala no Brasil. Venceu o Grande Prêmio São Paulo , montando o cavalo argentino Arturo A em 1961 e 1962. Na Gávea, no  Grande Prêmio Brasil  , venceu com  mesmo Arturo A em 1961 . No Hipódromo do Cristal , em 1962,  com Vizcaíno , venceu a excelente Estupenda, em tempo recorde, no Grande Prêmio Bento Gonçalves . 
Atuou em vários países como  Brasil, Chile, Venezuela, Perú, Ecuador, Panamá, Colombia , México, mas  
principalmente na Argentina, onde se radicou , e no Uruguai.  Encerrou a carreira de jóquei aos 70 anos, na Argentina  em 1973,  após vencer com o cavalo  Mac Honor em San Isidro ,  do cantor Palito Ortega, e no Uruguai em janeiro de 1974, montando Fortimbras em Maroñas.

## Atuação no cinema
- Leguisamo solo (1930) ; musical curta-metragem ; diretor Eduardo Morera; ao lado de Carlos Gardel.
- Hasta siempre Carlos Gardel (1973) ; musical ( tango );  diretor: Angel Acciaresi ;  Ao lado de Julián Miró, Tito Lusiardo, Palito Ortega.
- Gardel a alma que canta (1985) ; documentário; diretor : Carlos Orgambide . ao lado de Enrique Cadícamo, Edmundo Guibourg .

## Representação na cultura

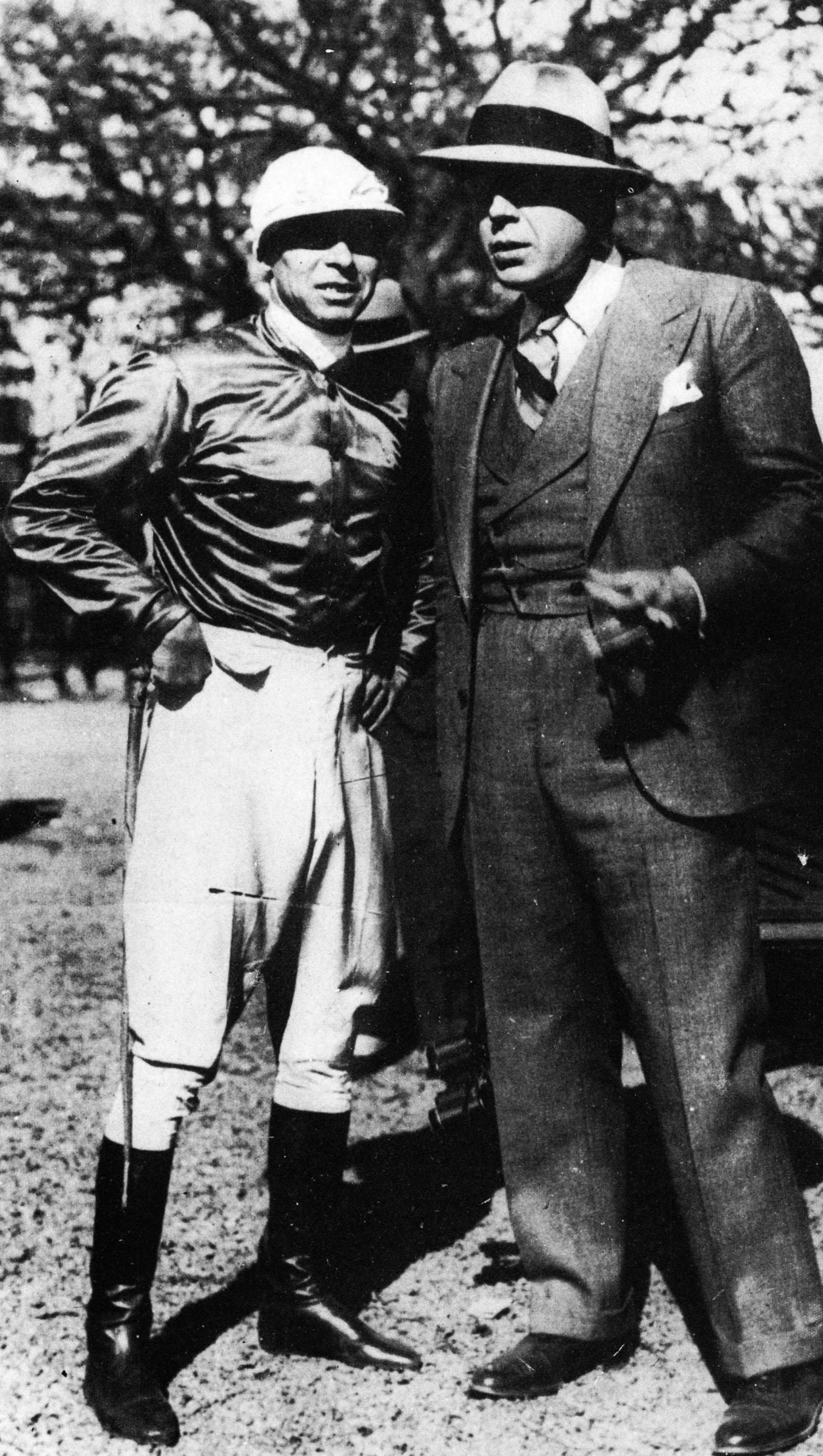
Irineo Leguisamo e Carlos Gardel

### Música
- Leguisamo solo (1925, tango ) de Modesto H. Papávero (compositor) Carlos Gardel ( cantor) em Gardel, King of Tango vol I (disco).

### Poesia
- Poema de Héctor Gagliardi: A Irineo Leguisamo. (em castelhano)

### Miscelânea
- Nome de Licor : Legui. Produto de licoraria de CINBA S. A. Cidade de San Juan, Argentina. (Com a foto do jóquei na embalagem).